# 四擊頭敲擊樂團
四撃頭敲擊樂團於1997年成立，由周展彤、何怡安、符一中及陸健斌四位樂手，以推廣敲擊樂為旨，藉譜寫及編配敲擊樂作品，發揚中外敲擊樂文化。四擊頭演奏的曲目除當代作曲家的敲擊樂作品外，還涉獵世界各地的民間樂曲，諸如京劇敲擊、浙東鑼鼓、湘西土家族打溜子、美國鄉村音樂及巴西森巴音樂。
曾參加香港特別行政區成立五周年和十周年青年音樂會，並擔任中華人民共和國成立六十周年表演嘉賓。